# دهستان حومه (سمنان)
دهستان حومه نام دهستانی در بخش مرکزی شهرستان سمنان، استان سمنان در ایران است. براساس سرشماری مرکز آمار ایران در سال ۱۳۸۵، جمعیت آن ۱۰۸۷۳ نفر (۲۸۰۳ خانوار) بوده‌است.